# Mättenberg
Mättenberg (alternativt: Mettenberg) är ett berg i kommunen Grindelwald i kantonen Bern i Schweiz. Det är beläget i Bernalperna, cirka 60 kilometer sydost om huvudstaden Bern. Berget ligger nordväst om Schreckhorn. Toppen på Mättenberg är 3 104 meter över havet.